# Achatado (geometría)
| Cubo romo o cuboctaedro romo | Dodecaedro romo o icosidodecaedro romo |

Dos copias quirales del cubo romo, eliminando vértices alternados (rojos o verdes) de un cuboctaedro truncado

Un cubo romo se puede construir a partir de un rombicuboctaedro girando las 6 caras cuadradas azules hasta que las 12 caras cuadradas blancas se conviertan en pares de caras triangulares equiláteras

En geometría, el achatado es una operación que aplicada sobre un poliedro permite obtener a partir de él un poliedro romo. El término utilizado para denominar a esta operación en inglés (snub), tiene su origen en los nombres dados a dos sólidos arquimedianos (el cubo romo y el dodecaedro romo) por Johannes Kepler, quien los llamó cubus simus y dodecaedron simum. En general, los poliedros romos presentan dos formas con simetría quiral: con orientación horaria o antihoraria. Según los nombres de Kepler, un poliedro romo puede verse como una expansión de un poliedro regular mediante el procedimiento siguiente: separando las caras, girándolas alrededor de sus centros, agregando nuevos polígonos centrados en los vértices originales y agregando pares de triángulos que se ajustan entre las aristas originales.
Harold Scott MacDonald Coxeter generalizó la terminología, con una definición ligeramente diferente, para un conjunto más amplio de politopos uniformes.

## Achatado de Conway
John Conway exploró los operadores de poliedros generalizados, definiendo lo que ahora se llama notación de poliedros de Conway, que se puede aplicar a poliedros y teselados. Conway llama a la operación de Coxeter un "semi-achatado".
En esta notación, el achatado de Conway se define mediante los operadores dual y gyro, como s = dg, y es equivalente a la alternancia de un truncamiento de un ambo. La notación de Conway en sí misma evita la operación de (semi) alternancia de Coxeter, ya que solo se aplica a poliedros con caras de un número par de aristas.
| Formas de achatado            | Poliedros | Poliedros       | Poliedros              | Teselados euclídeos | Teselados euclídeos                      | Teselados hiperbólicos                               |
| ----------------------------- | --------- | --------------- | ---------------------- | ------------------- | ---------------------------------------- | ---------------------------------------------------- |
| Nombres                       | Tetraedro | Cubo u octaedro | Icosaedro o dodecaedro | Teselado cuadrado   | Teselado hexagonal o teselado triangular | Teselado heptagonal o teselado triangular de orden-7 |
| Imágenes                      |           |                 |                        |                     |                                          |                                                      |
| Forma roma Notación de Conway | sT        | sC = sO         | sI = sD                | sQ                  | sH = sΔ                                  | sΔ7                                                  |
| Imagen                        |           |                 |                        |                     |                                          |                                                      |

En 4 dimensiones, Conway sugiere que el 24-celdas romo debería llamarse "24-celdas semirromo" porque, a diferencia de los poliedros achatados tridimensionales que son formas omnitruncadas alternadas, no es un 24-celdas omnitruncado alternado. En cambio, es en realidad un 24-celdas truncado alternado.

## Formas romas de Coxeter, regulares y casi regulares
|                     | Semilla | Rectificado r                                               | Truncado t                                                    | Alternado h                                                                                                 |
| Nombre              | Cubo    | Cuboctaedro Cubo rectificado                                | Cuboctaedro truncado Cubo cantitruncado                       | Cuboctaedro romo Cubo romo rectificado                                                                      |
| Notación de Conway  | C       | CO rC                                                       | tCO trC o trO                                                 | htCO = sCO htrC = srC                                                                                       |
| Símbolo de Schläfli | {4,3}   | {\displaystyle {\begin{Bmatrix}4\\3\end{Bmatrix}}} o r{4,3} | {\displaystyle t{\begin{Bmatrix}4\\3\end{Bmatrix}}} o tr{4,3} | {\displaystyle ht{\begin{Bmatrix}4\\3\end{Bmatrix}}=s{\begin{Bmatrix}4\\3\end{Bmatrix}}} htr{4,3} = sr{4,3} |
| Diagrama de Coxeter |         | o                                                           | o                                                             | o |
| Imagen              |         |                                                             |                                                               | |

La terminología para el achatado de Harold Scott MacDonald Coxeter es ligeramente diferente, lo que significa alternado truncado, derivando cubo romo como "cuboctaedro achatado", y dodecaedro romo como "icosidodecaedro achatado". Esta definición se utiliza en la denominación de dos sólidos de Johnson: el biesfenoide romo y el antiprisma cuadrado romo, y de politopos de dimensiones superiores, como el 24-celdas romo de 4 dimensiones, con el símbolo de Schläfli extendido s{3,4,3} y el diagrama de Coxeter .
Un poliedro regular (o teselado), con el símbolo de Schläfli {\displaystyle {\begin{Bmatrix}p,q\end{Bmatrix}}} y diagrama de Coxeter-Dynkin , tiene un truncamiento definido como {\displaystyle t{\begin{Bmatrix}p,q\end{Bmatrix}}} y , y tiene un achatamiento definido como un alternado truncado {\displaystyle ht{\begin{Bmatrix}p,q\end{Bmatrix}}=s{\begin{Bmatrix}p,q\end{Bmatrix}}} y . Esta construcción con un alternado requiere que q sea par.
Un poliedro cuasirregular, con el símbolo de Schläfli {\displaystyle {\begin{Bmatrix}p\\q\end{Bmatrix}}} o r{p,q}, y el diagrama de Coxeter  o , tiene un truncamiento cuasiregular definido como {\displaystyle t{\begin{Bmatrix}p\\q\end{Bmatrix}}} o tr{p ,q} y  o , y tiene un snub cuasiregular definido como una rectificación truncada alternada {\displaystyle ht{\begin{Bmatrix}p\\q\end{Bmatrix}}=s{\begin{Bmatrix}p\\q\end{Bmatrix}}} o htr{p,q} = sr' '{p,q} y  o .
Por ejemplo, el cubo romo de Kepler se deriva del cuboctaedro (un poliedro cuasirregular), con un símbolo de Schläfli {\displaystyle {\begin{Bmatrix}4\\3\end{Bmatrix}}} vertical y diagrama de Coxeter-Dynkin , por lo que se denomina más explícitamente cuboctaedro romo, expresado por un símbolo vertical de Schläfli {\displaystyle s{\begin{Bmatrix}4\\3\end{Bmatrix}}} y diagrama de Coxeter . El cuboctaedro romo es el alternado del cuboctaedro truncado, {\displaystyle t{\begin{Bmatrix}4\\3\end{Bmatrix}}} y .
Los poliedros regulares con vértices de orden par también se pueden achatar como truncamientos alternados, como en el caso del octaedro romo, ya que {\displaystyle s{\begin{Bmatrix}3,4\end{Bmatrix}}}, , es el alternado del octaedro truncado, {\displaystyle t{\begin{Bmatrix}3,4\end{Bmatrix}}} y . El octaedro romo representa el icosaedro, un icosaedro regular con simetría piritoedral.
El tetratetraedro romo, como {\displaystyle s{\begin{Bmatrix}3\\3\end{Bmatrix}}} y , es el alternado de la forma de simetría tetraédrica truncada, {\displaystyle t{\begin{Bmatrix}3\\3\end{Bmatrix}}} y .
|                     | Semilla  | Truncado t        | Alternado h      |
| Nombre              | Octaedro | Octaedro truncado | Octaedro romo    |
| Notación de Conway  | O        | tO                | htO o sO         |
| Símbolo de Schläfli | {3,4}    | t{3,4}            | ht{3,4} = s{3,4} |
| Diagrama de Coxeter |          |                   |                  |
| Imagen              |          |                   |                  |

La operación de achatado de Coxeter también permite que los n-antiprismas se definan como {\displaystyle s{\begin{Bmatrix}2\\n\end{Bmatrix}}} o {\displaystyle s{\begin{Bmatrix}2,2n\end{Bmatrix}}}, en función de los n-prismas {\displaystyle t{\begin{Bmatrix}2\\n\end{Bmatrix}}} o {\displaystyle t{\begin{Bmatrix}2,2n\end{Bmatrix}}}, mientras que {\displaystyle {\begin{Bmatrix}2,n\end{Bmatrix}}} es un n-hosoedro regular, un poliedro degenerado, pero un mosaico válido en la esfera con caras en forma de dígonos o de lúnulas.
| Imagen               |                                                             |                                                             |                                                             |                                                             |                                                             |                                                             |                                                                   |                                                                   |
| Diagramas de Coxeter | ·                                                           | ·                                                           | ·                                                           | ·                                                           | ·                                                           | ·                                                           | ... · ...                                                         | ·                                                                 |
| Símbolos de Schläfli | s{2,4}                                                      | s{2,6}                                                      | s{2,8}                                                      | s{2,10}                                                     | s{2,12}                                                     | s{2,14}                                                     | s{2,16}...                                                        | s{2,∞}                                                            |
| Símbolos de Schläfli | sr{2,2} {\displaystyle s{\begin{Bmatrix}2\\2\end{Bmatrix}}} | sr{2,3} {\displaystyle s{\begin{Bmatrix}2\\3\end{Bmatrix}}} | sr{2,4} {\displaystyle s{\begin{Bmatrix}2\\4\end{Bmatrix}}} | sr{2,5} {\displaystyle s{\begin{Bmatrix}2\\5\end{Bmatrix}}} | sr{2,6} {\displaystyle s{\begin{Bmatrix}2\\6\end{Bmatrix}}} | sr{2,7} {\displaystyle s{\begin{Bmatrix}2\\7\end{Bmatrix}}} | sr{2,8}... {\displaystyle s{\begin{Bmatrix}2\\8\end{Bmatrix}}}... | sr{2,∞} {\displaystyle s{\begin{Bmatrix}2\\\infty \end{Bmatrix}}} |
| Notación de Conway   | A2 = T                                                      | A3 = O                                                      | A4                                                          | A5                                                          | A6                                                          | A7                                                          | A8...                                                             | A∞                                                                |

El mismo proceso se aplica a las teselas romas:
| Teselado triangular Δ | Teselado triangular truncado tΔ | Teselado triangular romo htΔ = sΔ |
| --------------------- | ------------------------------- | --------------------------------- |
| {3,6}                 | t{3,6}                          | ht{3,6} = s{3,6}                  |
|                       |                                 |                                   |
|                       |                                 |                                   |

### Ejemplos
| Espacio             | Esférico | Esférico | Euclídeo | Hiperbólico | Hiperbólico | Hiperbólico | Hiperbólico | Hiperbólico |
| ------------------- | -------- | -------- | -------- | ----------- | ----------- | ----------- | ----------- | ----------- |
| Imagen              |          |          |          |             |             |             |             |             |
| Diagrama de Coxeter |          |          |          |             |             |             |             | ...         |
| Símbolo de Schläfli | s{2,4}   | s{3,4}   | s{4,4}   | s{5,4}      | s{6,4}      | s{7,4}      | s{8,4}      | ...s{∞,4}   |

| Notación de Conway  | Esférico                                            | Esférico                                            | Esférico                                            | Esférico                                            | Euclídeo                                            | Hiperbólico                                         | Hiperbólico                                         | Hiperbólico                                               |
| ------------------- | --------------------------------------------------- | --------------------------------------------------- | --------------------------------------------------- | --------------------------------------------------- | --------------------------------------------------- | --------------------------------------------------- | --------------------------------------------------- | --------------------------------------------------------- |
| Imagen              |                                                     |                                                     |                                                     |                                                     |                                                     |                                                     |                                                     |                                                           |
| Diagrama de Coxeter |                                                     |                                                     |                                                     |                                                     |                                                     |                                                     |                                                     | ...                                                       |
| Símbolo de Schläfli | sr{2,3}                                             | sr{3,3}                                             | sr{4,3}                                             | sr{5,3}                                             | sr{6,3}                                             | sr{7,3}                                             | sr{8,3}                                             | ...sr{∞,3}                                                |
| Símbolo de Schläfli | {\displaystyle s{\begin{Bmatrix}2\\3\end{Bmatrix}}} | {\displaystyle s{\begin{Bmatrix}3\\3\end{Bmatrix}}} | {\displaystyle s{\begin{Bmatrix}4\\3\end{Bmatrix}}} | {\displaystyle s{\begin{Bmatrix}5\\3\end{Bmatrix}}} | {\displaystyle s{\begin{Bmatrix}6\\3\end{Bmatrix}}} | {\displaystyle s{\begin{Bmatrix}7\\3\end{Bmatrix}}} | {\displaystyle s{\begin{Bmatrix}8\\3\end{Bmatrix}}} | {\displaystyle s{\begin{Bmatrix}\infty \\3\end{Bmatrix}}} |
| Notación de Conway  | A3                                                  | sT                                                  | sC o sO                                             | sD o sI                                             | sΗ o sΔ                                             |                                                     |                                                     |                                                           |

| Espacio             | Esférico                                            | Esférico                                            | Euclídeo                                            | Hiperbólico                                         | Hiperbólico                                         | Hiperbólico                                         | Hiperbólico                                         | Hiperbólico                                               |
| ------------------- | --------------------------------------------------- | --------------------------------------------------- | --------------------------------------------------- | --------------------------------------------------- | --------------------------------------------------- | --------------------------------------------------- | --------------------------------------------------- | --------------------------------------------------------- |
| Imagen              |                                                     |                                                     |                                                     |                                                     |                                                     |                                                     |                                                     |                                                           |
| Diagrama de Coxeter |                                                     |                                                     |                                                     |                                                     |                                                     |                                                     |                                                     | ...                                                       |
| Símbolo de Schläfli | sr{2,4}                                             | sr{3,4}                                             | sr{4,4}                                             | sr{5,4}                                             | sr{6,4}                                             | sr{7,4}                                             | sr{8,4}                                             | ...sr{∞,4}                                                |
| Símbolo de Schläfli | {\displaystyle s{\begin{Bmatrix}2\\4\end{Bmatrix}}} | {\displaystyle s{\begin{Bmatrix}3\\4\end{Bmatrix}}} | {\displaystyle s{\begin{Bmatrix}4\\4\end{Bmatrix}}} | {\displaystyle s{\begin{Bmatrix}5\\4\end{Bmatrix}}} | {\displaystyle s{\begin{Bmatrix}6\\4\end{Bmatrix}}} | {\displaystyle s{\begin{Bmatrix}7\\4\end{Bmatrix}}} | {\displaystyle s{\begin{Bmatrix}8\\4\end{Bmatrix}}} | {\displaystyle s{\begin{Bmatrix}\infty \\4\end{Bmatrix}}} |
| Conway notation     | A4                                                  | sC o sO                                             | sQ                                                  |                                                     |                                                     |                                                     |                                                     |                                                           |

### Poliedros romos no uniformes
Los poliedros no uniformes con todos los vértices de valencia uniformemente dispuestos se pueden achatar, incluidos algunos conjuntos infinitos; por ejemplo:
|                           |
| Bipirámide cuadrada roma  |
|                           |
| Bipirámide hexagonal roma |

|  |

| Imagen               |                                                               |                                                               |                                                               | ...                                                              |
| Símbolos de Schläfli | ss{2,4}                                                       | ss{2,6}                                                       | ss{2,8}                                                       | ss{2,10}...                                                      |
| Símbolos de Schläfli | ssr{2,2} {\displaystyle ss{\begin{Bmatrix}2\\2\end{Bmatrix}}} | ssr{2,3} {\displaystyle ss{\begin{Bmatrix}2\\3\end{Bmatrix}}} | ssr{2,4} {\displaystyle ss{\begin{Bmatrix}2\\4\end{Bmatrix}}} | ssr{2,5}... {\displaystyle ss{\begin{Bmatrix}2\\5\end{Bmatrix}}} |

### Poliedros estrellados romos uniformes de Coxeter
Los poliedros estrellados romos se construyen por su triángulo de Schwarz (p q r), con ángulos especularmente simétricos ordenados racionalmente, y todos los espejos activos y alternados.
| · s{3/2,3/2} · | · s{(3,3,5/2)} ·   | · sr{5,5/2} · | · s{(3,5,5/3)} · | · sr{5/2,3} ·  |
| · sr{5/3,5} ·  | · s{(5/2,5/3,3)} · | · sr{5/3,3} · | s{(3/2,3/2,5/2)} | · s{3/2,5/3} · |

### Politopos y panales romos de dimensiones superiores de Coxeter
En general, un policoro regular con símbolo de Schläfli {\displaystyle {\begin{Bmatrix}p,q,r\end{Bmatrix}}} y diagrama de Coxeter-Dynkin  tiene un achatado con símbolo de Schläfli {\displaystyle s{\begin{Bmatrix}p,q,r\end{Bmatrix}}} y .
Un policoro rectificado {\displaystyle {\begin{Bmatrix}p\\q,r\end{Bmatrix}}} = r{p,q,r}, y  tiene el achatado de símbolos {\displaystyle s{\begin{Bmatrix}p\\q,r\end{Bmatrix}}} = sr{p,q,r}, y .

### Ejemplos

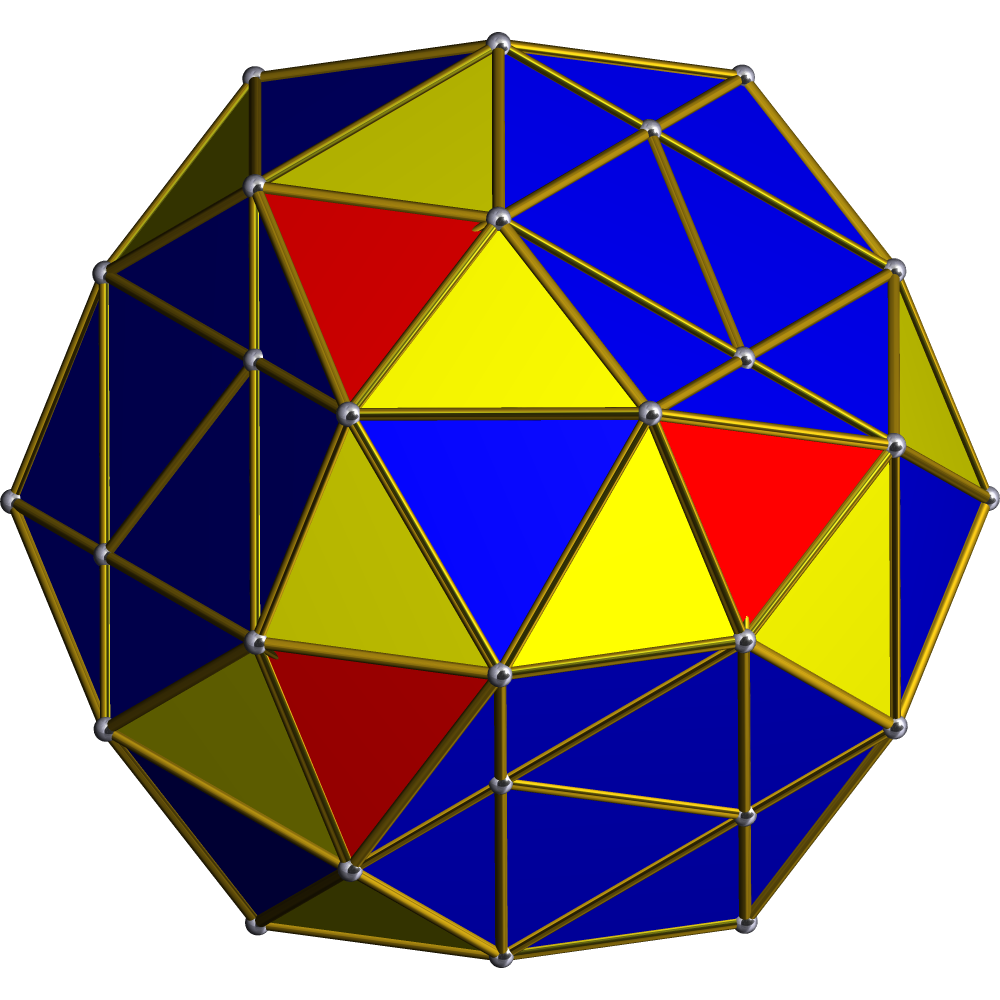
Proyección ortogonal de un 24-celdas romo

Solo hay un achatado convexo uniforme en 4 dimensiones, el 24-celdas romo. El icositetracoron normal tiene símbolo de Schläfli, {\displaystyle {\begin{Bmatrix}3,4,3\end{Bmatrix}}} y diagrama de Coxeter-Dynkin , y el 24-celdas romo está representado por {\displaystyle s{\begin{Bmatrix}3,4,3\end{Bmatrix}}}, y el diagrama de Coxeter-Dynkin . También tiene construcciones de simetría inferior de índice 6 como {\displaystyle s\left\{{\begin{array}{l}3\\3\\3\end{array}}\right\}} o s{31,1,1} y , y subsimetría de índice 3 como {\displaystyle s{\begin{Bmatrix}3\\3,4\end{Bmatrix}}} o sr{3,3,4} y  o .
El panal de 24-celdas romo relacionado se puede ver como {\displaystyle s{\begin{Bmatrix}3,4,3,3\end{Bmatrix}}} o s{3,4,3,3}, y , y la simetría inferior {\displaystyle s{\begin{Bmatrix}3\\3,4,3\end{Bmatrix}}} o sr{3,3,4,3} y  o , y la forma de simetría inferior como {\displaystyle s\left\{{\begin{array}{l}3\\3\\3\\3\end{array}}\right\}} o s{31,1,1,1} y .
Un panal euclídeo es un panal de losa hexagonal alternada, s{2,6,3} y  o sr{2,3,6} y  o sr{2,3[3]} y .
Otro panal euclídeo (escaliforme) es un panal de losa cuadrada alternada, s{2,4,4} y  o sr{2,41,1} y :
El único panal uniforme hiperbólico romo uniforme es el panal de losa hexagonal romo, como s{3,6,3} y , que también se puede construir como panal de teselado hexagonal alternado, h{6,3,3}, . También se construye como s{3[3,3]} y .
Otro panal hiperbólico (escaliforme) es el panal octaédrico de orden-4 romo, s{3,4,4} y .